# Totoche
Il personaggio dei fumetti Totoche è nato nel 1959 sotto la matita del disegnatore Jean Tabary . Quest'ultimo gli ha dato il cognome Ribata, che significa Tabary in verlan.
Totoche è il simpatico capo di un'allegra banda di ragazzini Paname che vive alle pendici della collina di Belleville, nel 19º arrondissement di Parigi. Il loro luogo di incontro è una baracca in un terreno libero del quartiere.
Le avventure di questo giovane "Titi" parigino" e della sua squadra sono apparse prima in strisce sul giornale dell'Union della gioventù repubblicana, poi nelle edizioni Vaillant, a partire dal numero 713 dell'11 gennaio 1959, il giornale diventa più interessante. Le avventure di Totoche terminano con il numero 694 di Pif Gadget, nel luglio 1982.

## Personaggi principali
- Totoche: il leader della band;
- Christian, Bob e Paulot: il trio di fedeli che lo assiste efficacemente;
- Bouboule: l'avido della banda, sempre affamato;
- L'ingénieur: il pozzo della scienza e delle invenzioni di ogni tipo;
- Corinne: l'unica ragazza della banda, burlona soprattutto con il suo fustigatore Jeannot.
- Jeannot: il più trasandato e il capro espiatorio di Corinne;

Corinne et Jeannot avranno poi una serie tutta loro, che si concluderà nel 1987.

## Le avventure di Totoche
La maggior parte di queste avventure sono state pubblicate per la prima volta sul giornale Vaillant o su Pif-Gadget. Alcuni di loro sono apparsi solo in Totoche-Poche.
1959
- À toute vitesse
- Le blessé
- Le cauchemar

1961
- Belleville-City
- Le meilleur ami de l'homme

1962
- Portrait robot
- Le bolide

1963
- Totoch's Band

1965
- Tous pour un
- Le fils du voleur
- Que d'eau, que d'eau
- Le trésor des oubliettes
- Boules conte balles

1966
- Le grand voyage
- Photo flash
- Les sinistrés
- Service pour rien
- L'ours

1967
- La tempête
- Le messager de la mer
- L'île engloutie
- M. Houstin est en danger de mort
- Le monstre des profondeurs
- Les surprises du camping
- La truite vagabonde
- L'Express de 21 h 22
- Terreur sur les cimes
- La bonne glace

1968
- Sa dernière course
- L'agent secret

1969
- Mystère et boule de gomme
- L'irascible
- L'enveloppe mystérieuse
- L'accaparateur d'enfants
- Le chef
- On déménage
- Un train d'enfer
- Au risque de mourir
- Et pourtant c'est vrai

1970
- À fleur de peau
- Le facteur paie la facture
- À la casse
- Danger auto-stop
- C'est pas humain

1971
- À moins d'un miracle
- L'enfant sauvage ou le descendant des âges farouches
- Les 2 enfants sauvages

1972
- Totoche tourne mal

1977
- Le clochard

1982
- La grande crevasse

## Totoche poche
Dal giugno 1966, il trimestrale tascabile Totoche Poche, di 196 pagine, pubblica le avventure di Totoche, sia come ripubblicazioni di storie già pubblicate su Vaillant, sia come storie nuove. Sono stati pubblicati quaranta numeri fino al marzo 1976. Solo i primi ventiquattro numeri furono opera di Jean Tabary, mentre i successivi furono disegnati dal fratello Jacques Tabary.
- n°1 (juin 1966) "Service pour rien", "La leçon de morale" et "Belleville City".
- n°2 (septembre 1966) "L'agent secret", "Totoche et le petit chat", "Totoche joue Ragnar" et "Le gros nounours".
- n°3 (décembre 1966) "À toute vitesse", "L'ours", "Le cauchemar" et "Le blessé".
- n°4 (mars 1967) "Monsieur Houstin est en danger de mort", "Totoche, sois le bienvenu !", "Le Véricimascope".
- n°5 (juin 1967) "Le monstre des profondeurs".
- n°6 (septembre 1967) "Portrait robot", "Les surprises du camping" et "La truite vagabonde".
- n°7 (décembre 1967)"L'express de 21h22", "Terreur sur les cimes" et "La bonne glace".
- n°8 (mars 1968) "Tous pour un" , "le ballon fou".
- n°9 (juin 1968) "Que d'eau, que d'eau", "le mystère de la planche à clous".
- n°10 (octobre 1968) "Le fils du voleur" , "À toute vapeur".
- n°11 (décembre 1968) "Boules contre balles", "Le voyage fantastique".
- n°12 (mars 1969)"Photo flash", "Les aventuriers du ciel".
- n° 13 (juin 1969) "Un étrange mécanicien ..."
- n°14 (septembre 1969) "Pour une cabane et un arbre" , "Un bateau à la framboise".
- n° 15 (décembre 1969) "Drôle de cueillette".
- n° 16 (mars 1970) "Sauve qui peut !"
- n° 17 (juin 1970) "Une invention mystérieuse"
- n°18 (septembre 1970) "La valise mystérieuse", "Suivez le guide" et "La tempête".
- n° 19 (décembre 1970) "Incroyable !".
- n° 20 (mars 1971) "Un drôle de "cinéma".
- n° 21 (juin 1971) "À l'abordage".
- n° 22 (septembre 1971) "La pêche miraculeuse".
- n° 23 (décembre 1971) "Ça fait froid dans le dos".
- n° 24 (mars 1972) "Faut pas le dire !".
- n° 25 (juin 1972) "La mauvaise planque".
- n° 26 (septembre 1972) "Une étrange expérience".
- n° 27 (décembre 1972) "Drôle de coupe".
- n° 28 (mars 1973) "Le p'tit Albert".
- n° 29 (juin 1973) "L'héritage".
- n° 30 (septembre 1973)"Bienvenue au Gomen".
- n° 31 (décembre 1973) "Le fantôme du 82" et "L'idole du Korchu"
- n° 32 (mars 1974) "Les conquérants de l'inutile!" et "Le sumoka"
- n° 33 (juin 1974) "Les pirates de Tranquillou".
- n° 34 (septembre 1974) "Le godillot mécanique".
- n° 35 (décembre 1974) "Les naufragés de la pellicule".
- n° 36 (mars 1975) "Vous descendez à la prochaine".
- n° 37 (juin 1975) "Klaffouth".
- n° 38 (septembre 1975) "Une serviette ordinaire".
- n° 39 (décembre 1975) "La cité des sables".
- n° 40 (mars 1976) "Le bois des chasseurs" et "La ballade des autruches".

## Pubblicazioni ed edizioni
Cronologia delle uscite degli album per case editrici e date.
Éditions Vaillant
- 1963 Le meilleur ami de l'homme
- 1964 Le bolide
- 1964 Totoch's Band

Éditions du Lombard
- 1973 Le grand voyage

Éditions Dargaud
- 1974 Le meilleur ami de l'homme (réédition)
- 1974 Les sinistrés
- 1975 Belleville-City
- 1976 Tous des sauvages
- 1977 Portrait robot
- 1977 Le chef

Éditions Glénat
- 1981 Totoche tourne mal

Éditions Dupuis
- 1981 Totoche tourne mal

Éditions de la Séguinière devenues les Éditions Tabary
- 1979 les Récrés de Totoche (2 numéros) format poche.
- 1985 Sa dernière course
- 1985 Le chef (réédition)
- 1988 Le Fils du voleur
- 1992 À moins d'un miracle
- 1997 Le Bolide (réédition)
- 1998 Le Trésor des oubliettes
- 1999 Le meilleur ami de l'homme (réédition)
- 2002 Belleville-City (réédition)
- 2002 Les Totoch's Band (version redessinée)[2]
- 2002 Le Grand Voyage (réédition)
- 2003 Les Sinistrés (réédition)